# Disembolus
Disembolus is een geslacht van spinnen uit de familie hangmatspinnen (Linyphiidae).

## Soorten
De volgende soorten zijn bij het geslacht ingedeeld:
- Disembolus alpha (Chamberlin, 1949)
- Disembolus amoenus Millidge, 1981
- Disembolus anguineus Millidge, 1981
- Disembolus bairdi Edwards, 1999
- Disembolus beta Millidge, 1981
- Disembolus concinnus Millidge, 1981
- Disembolus convolutus Millidge, 1981
- Disembolus corneliae (Chamberlin & Ivie, 1944)
- Disembolus galeatus Millidge, 1981
- Disembolus hyalinus Millidge, 1981
- Disembolus implexus Millidge, 1981
- Disembolus implicatus Millidge, 1981
- Disembolus kesimbus (Chamberlin, 1949)
- Disembolus lacteus Millidge, 1981
- Disembolus lacunatus Millidge, 1981
- Disembolus phanus (Chamberlin, 1949)
- Disembolus procerus Millidge, 1981
- Disembolus sacerdotalis (Crosby & Bishop, 1933)
- Disembolus sinuosus Millidge, 1981
- Disembolus solanus Millidge, 1981
- Disembolus stridulans Chamberlin & Ivie, 1933
- Disembolus torquatus Millidge, 1981
- Disembolus vicinus Millidge, 1981
- Disembolus zygethus Chamberlin, 1949